# 봉산초등학교 (광주)
봉산초등학교는 대한민국 광주광역시 광산구 산월동에 있는 공립 초등학교이다.

## 학교 연혁
- 2002년 11월 8일 봉산초등학교 설립안 의결
- 2004년 2월 20일 봉산초등학교 개교
- 2004년 5월 1일 봉산초등학교로 개교 1-6년(36학급) 인가
- 2004년 5월 1일 병설유치원 개원
- 2005년 3월 1일 단설 봉산유치원으로 분리
- 2006년 10월 1일 운동장 파고라 시설 확충
- 2007년 2월 20일 교내 화단 조경 공사
- 2008년 2월 26일 암석원 조성
- 2008년 3월 1일 특수학급 설치(1학급)
- 2010년 7월 1일 보건실, 도서실 리모델링
- 2010년 9월 1일 돌봄교실, 영어체험실 구축
- 2014년 8월 1일 봉산 윈드오케스트라 창단
- 2014년 9월 26일 중국 심양 조선족 소카툰소학교와 자매결연
- 2014년 10월 15일 학교체육 태권도부 창단
- 2015년 9월 28일 윈드오케스트라부 전국학교예술교육페스티벌 참가(청주교원대)
- 2015년 10월 1일 소가툰학교 교직원 본교 방문
- 2015년 10월 15일 합창부 연합합창제 출연(광주학생교육문화회관)
- 2016년 7월 27일 윈드오케스트라 한·중 청소년 문화예술교류 공연 참가
- 2016년 9월 1일 윈드오케스트라부 ‘대한민국 관악경연대회’참가
- 2019년 1월 4일 제15회 졸업식(190명, 총3,408명)
- 2019년 3월 1일 제6대 박선영 교장 부임
- 2020년 1월 3일 제16회 졸업식(218명, 총3,626명)
- 2021년 1월 14일 제17회 졸업식(207명, 총3,833명)

## 참고 자료
- 봉산초등학교 - 한국교육학술정보원 학교알리미